# Močvirska rovka
Močvirska rovka (znanstveno ime Neomys anomalus) ki je razširjena tudi v Sloveniji.

## Opis in biologija
Odrasle živali dsežejo dolžino do 7,6 cm in lahko tehtajo do 13 g, hranijo pa se z malimi dvoživkami, ribicami ter žuželkami in črvi.